# Joe Maddock (edző)
Joseph Herbert Maddock (East Jordan, Michigan, 1877. július 11. – Salt Lake City, Utah, 1943. november 10.) amerikai amerikaifutball-játékos és -edző, valamint rekorder kalapácsvető.

## Sportolóként
Az Albioni Főiskolán Chester Brewer csapatának tackle-je volt; eredményes játéka miatt Fielding H. Yost 1901-ben a Michigan Wolverineshez csábította, ahol 1902–1903-ban a „percenkénti pontszerzők” játékosa volt. Ugyan linemanként játszott, de rövid ráfutásoknál is szerepe volt: a The New York Times cikke szerint „a nagy Joe Maddockot, az erős jobb tackle-t az első touchdownoknál küldték játékba, amikor néhány yard ráfutásra volt szükség”. Yost szerint Maddock feltartásához az ellenfél három-négy játékosa is szükséges volt.
A Wisconsin Badgers elleni 1903-as, 16–0-ra végződő játékon Maddock négy pozícióban játszott; a mérkőzésről az egyik újság a következőt írta
A nagy meglepetés azonban, hogy a híres John Maddock, a right tackle ma négy pozícióban, tackle, half, fullback és quarterback szerepében is fog játszani. A Michigannek új stratégiái vannak, amikben Maddock több szerepe sikeres lehet. Védőként tackle lesz: amikor a Wisconsin sorfalát fel kell bontani, Maddock fullbackként lesz részese a stratégiáknak, melyek részletei titkosak.
1902-ben és 1903-ban (utóbbi évben egyöntetű szavazatokkal) elnyerte az All-Western elismerést.
Maddock birkózóbajnok és a Michigan Wolverines atlétikacsapatának tagja is volt. 1903-ban 43 méterrel megdöntötte a Western Intercollegiate kalapácsvető rekordját.

## Edzőként
Később a Utahi Egyetem és az Oregoni Egyetem edzője lett. 1904-ben egykori edzője, Brewer javaslatára a Utah Utes amerikaifutball-, atlétika- és kosárlabdaedzőjeként alkalmazták; az év szeptemberében egy Salt Lake City-beli újság azt írta, egy „Yost-stílusú” stratégiát remélnek:
A Utah idéntől valódi »Yost-stílusú« amerikai futballt tapasztalhat meg. Maddock frissen érkezik Ann Arborból, ahol a Michigant az amerikai futball élére juttató, páratlan, »sietős« Yosttól négy éven át tanult amerikaifutball-taktikákat. Maddock egyértelműen érti a Michigan »rendszerét«, és alkalmas személy arra, hogy az egyetemnek a szezonban olyan csapata legyen, amely bármit elér a vidéken.
1904–1909-ig tartó pályafutása végén eredménye 36–9–1 volt. Egy 1905-ös újságcikk szerint ő testesítette meg az egyetem „minden jóságát”:
A mormonokat amerikaifutball-őrültekké tette. Azt mondta, hogy csapata uralja Utah, Montana, Wyoming és Colorado nagy részének bajnokságait. Amikor egy héttel ezelőtt megnyerte a Coloradói Főiskola elleni nehéz mérkőzést, a Salt Lake City-beli újságok a következőt írták: »Maddock most a siker egy jellemzője. A Michigan nagy tackle-je a labdát soha nem látott fiúkból a Sziklás-hegység államainak legjobb játékosaivá nevelte ki.«
A Utahi Egyetemen Maddocknak dalt is írtak. Egykori játékosának visszaemlékezése szerint mindig azt mondta, hogy „backek – tartsátok fel térdeiteket és könyökeiteket; és sorfal – ereszkedjetek mélyebbre és mélyebbre akkor is, ha orrotok eléri a füvet”.
1910-ben Idaho államba költözött, majd később az Idaho Falls-i amerikaifutball-csapat edzője lett.
1920–1921-ben Yost helyetteseként tért vissza. Később az Idaho Falls-i Középiskola önkéntes edzője lett, majd Yost javaslatára az Oregon Webfoots amerikaifutball-vezetőedzőjeként alkalmazták, ahol 1925 januárjában lemondott, mert az egyetem teljes munkaidős részvételt várt volna el, azonban Maddocknak Idahóban három vállalkozása is volt.
Hét éve alatt egy vesztes szezonja sem volt.

## 1934 után
1934-ig az Idaho Falls-i Középiskola edzője volt, majd 1943-as haláláig a kiskereskedelemben dolgozott.
1943. november 11-én hunyt el tüdőbetegségben egy Salt Lake City-beli kórházban. Feleségével, Bennetiával egy fiuk, Joe Jr. született.

## Eredményei vezetőedzőként
| Szezon                                     | Eredmény              | Eredmény              | Helyezés              |
| Szezon                                     | Összesített           | Konferencia           | Helyezés              |
| Utah Utes (Független)                      | Utah Utes (Független) | Utah Utes (Független) | Utah Utes (Független) |
| ------------------------------------------ | --------------------- | --------------------- | --------------------- |
| 1904                                       | 7–1                   | –                     | –                     |
| 1905                                       | 6–2                   | –                     | –                     |
| 1906                                       | 4–1                   | –                     | –                     |
| 1907                                       | 4–2                   | –                     | –                     |
| 1908                                       | 3–2–1                 | –                     | –                     |
| 1909                                       | 4–1                   | –                     | –                     |
| Eredmény:                                  | 28–9–1                | –                     | –                     |
| Oregon Webfoots (Pacific Coast Conference) |                       |                       |                       |
| 1924                                       | 4–3–2                 | 2–2–1                 | 6.                    |
| Eredmény:                                  | 4–3–2                 | 2–2–1                 | –                     |
| Összesen:                                  | 32–12–3               | –                     | –                     |

## Fordítás
- Ez a szócikk részben vagy egészben  a   Joe Maddock (coach) című angol Wikipédia-szócikk ezen változatának fordításán alapul.  Az eredeti cikk szerkesztőit annak laptörténete sorolja fel. Ez a jelzés csupán a megfogalmazás eredetét és a szerzői jogokat jelzi, nem szolgál a cikkben szereplő információk forrásmegjelöléseként.